# Gianluigi Buffon
Gianluigi Buffon (Carrara, 28 januari 1978) is een voormalig Italiaans profvoetballer die dienst deed als doelman. Hij verruilde Juventus in juni 2021 voor Parma. Buffon was van 1997 tot en met 2017 international in het Italiaans voetbalelftal, waarvoor hij 176 interlands speelde.
Hij stopte zijn carrière op 2 augustus 2023, op 45-jarige leeftijd bij zijn club Parma.

## Carrière
In de jeugd speelde hij als middenvelder, maar Buffon koos uiteindelijk de positie van doelman. In november 1995, zeventien jaar oud, maakt hij zijn debuut voor Parma in een thuiswedstrijd tegen AC Milan. Buffon wist in dat duel zijn doel schoon te houden. Bij Parma maakte Buffon indruk en meerdere grote clubs uit Europa toonden interesse in hem. Echter, in de zomer van 2000 wilde Buffon nog niet vertrekken bij Parma. Een jaar later leek de hoge transfersom (ongeveer vijftig miljoen euro) die Parma wilde ontvangen een transfer in de weg te staan. FC Barcelona weigerde dat bedrag te betalen, maar Juventus ging wel overstag; Buffon werd zodoende de vervanger bij de Turijnse club van Edwin van der Sar. Buffon wilde naar Juventus om meer prijzen te winnen en dat deed hij dan ook.
Op 3 maart 2004 werd Buffon verkozen in de lijst van 125 beste nog levende voetballers.
Op 29 oktober 1997 maakte Buffon onder leiding van bondscoach Cesare Maldini op 19-jarige leeftijd zijn debuut in het Italiaans voetbalelftal, als vervanger voor de geblesseerde Gianluca Pagliuca, in de WK-kwalificatiewedstrijd in en tegen Rusland (1–1). Hij verving Pagliuca na 32 minuten. Een jaar eerder had hij zijn vaderland vertegenwoordigd bij de Olympische Spelen 1996 in Atlanta, waar de Italiaanse olympische selectie onder leiding van bondscoach Cesare Maldini al in de groepsronde werd uitgeschakeld.
In mei 2006 werd Buffon ervan beschuldigd illegaal gewed te hebben op wedstrijden. Ondanks zijn mogelijke betrokkenheid bij het omkoopschandaal dat woedde in de Serie A, werd hij geselecteerd voor het wereldkampioenschap voetbal 2006. Buffon zou niet gegokt hebben op eigen wedstrijden, dus hij deed in principe niets illegaals. Tijdens dat WK won Italië de wereldtitel. In de finale wees hij de grensrechter op een overtreding van Zidane (kopstoot), zodat laatstgenoemde eraf moest met rood. La Squadra Azzurra versloeg Frankrijk in het Olympisch Stadion in Berlijn na het nemen van strafschoppen (5–3). Na 120 minuten stond het 1–1. Hoewel Buffon geen strafschop stopte (Trézeguet trapte tegen de lat), maar desondanks het gehele toernooi slechts twee doelpunten in reguliere speeltijd tegen kreeg (waarvan een eigen doelpunt en een penalty), werd hij direct na de wedstrijd uitgeroepen tot doelman van het toernooi en kreeg hij de Lev Yashin Award uitgereikt.
Buffon speelde op 15 november 2016 zijn 167e wedstrijd in het Italiaanse nationale elftal, een oefeninterland thuis tegen Duitsland. Met dat aantal evenaarde hij het Europese interlandrecord van Iker Casillas. Buffon speelde op vrijdag 24 maart 2017 in Palermo zijn 168ste interland, een met 2–0 gewonnen kwalificatiewedstrijd voor het WK 2018 tegen Albanië. Daarmee liet hij Casillas achter zich als recordinternational in Europa en werd hij wereldwijd gedeeld vijfde, samen met Iván Hurtado. Buffon speelde in Stadio Renzo Barbera bovendien zijn duizendste officiële wedstrijd in het betaalde voetbal.
Na afloop van het seizoen 2016/17 werd hij als een van de achttien spelers opgenomen in het sterrenteam van de UEFA In de finale, gespeeld op zaterdag 3 juni 2017, verloor hij in het Millennium Stadium in Cardiff met 4-1 van Real Madrid. Buffon heeft de Champions League nog nooit gewonnen, alle andere toernooien waar hij aan meegedaan heeft wel. Hij kwam drie keer in de finale, maar dus zonder succes.
Buffon nam in mei 2018 na zeventien jaar, negen titels en drie bekers afscheid van Juventus. Hij tekende daarna een contract voor een jaar bij Paris Saint-Germain. De 175-voudig international zou in de Parijs naar verluidt een jaarsalaris hebben bedongen van 7 miljoen euro. In de zomer van 2021 keerde hij terug bij Parma en in 2022 verlengde hij zijn contract tot medio 2024.
Op 2 augustus 2023 maakte Buffon echter bekend zijn contract bij Parma niet uit te dienen, maar per direct zijn carrière in het professionele voetbal te beëindigen.

## Clubstatistieken
| Seizoen         | Club                | Competitie      | Competitie | Competitie | Beker | Beker | Internationaal | Internationaal | Overig | Overig | Totaal | Totaal |
| Seizoen         | Club                | Competitie      | Wed.       | Dlp.       | Wed.  | Dlp.  | Wed.           | Dlp.           | Wed.   | Dlp.   | Wed.   | Dlp.   |
| --------------- | ------------------- | --------------- | ---------- | ---------- | ----- | ----- | -------------- | -------------- | ------ | ------ | ------ | ------ |
| 1995/96         | Parma Calcio 1913   | Serie A         | 9          | 0          | 0     | 0     | 0              | 0              | 0      | 0      | 9      | 0      |
| 1996/97         | Parma Calcio 1913   | Serie A         | 27         | 0          | 0     | 0     | 1              | 0              | 0      | 0      | 28     | 0      |
| 1997/98         | Parma Calcio 1913   | Serie A         | 32         | 0          | 6     | 0     | 8              | 0              | 0      | 0      | 46     | 0      |
| 1998/99         | Parma Calcio 1913   | Serie A         | 34         | 0          | 6     | 0     | 11             | 0              | 0      | 0      | 51     | 0      |
| 1999/00         | Parma Calcio 1913   | Serie A         | 32         | 0          | 0     | 0     | 9              | 0              | 2      | 0      | 43     | 0      |
| 2000/01         | Parma Calcio 1913   | Serie A         | 34         | 0          | 2     | 0     | 7              | 0              | 0      | 0      | 43     | 0      |
| Club totaal     | Club totaal         | Club totaal     | 168        | 0          | 14    | 0     | 36             | 0              | 2      | 0      | 220    | 0      |
| 2001/02         | Juventus            | Serie A         | 34         | 0          | 1     | 0     | 10             | 0              | 0      | 0      | 45     | 0      |
| 2002/03         | Juventus            | Serie A         | 32         | 0          | 1     | 0     | 15             | 0              | 0      | 0      | 48     | 0      |
| 2003/04         | Juventus            | Serie A         | 32         | 0          | 1     | 0     | 6              | 0              | 0      | 0      | 39     | 0      |
| 2004/05         | Juventus            | Serie A         | 37         | 0          | 0     | 0     | 11             | 0              | 0      | 0      | 48     | 0      |
| 2005/06         | Juventus            | Serie A         | 18         | 0          | 2     | 0     | 4              | 0              | 0      | 0      | 24     | 0      |
| 2006/07         | Juventus            | Serie B         | 37         | 0          | 3     | 0     | 0              | 0              | 0      | 0      | 40     | 0      |
| 2007/08         | Juventus            | Serie A         | 34         | 0          | 1     | 0     | 0              | 0              | 0      | 0      | 35     | 0      |
| 2008/09         | Juventus            | Serie A         | 23         | 0          | 2     | 0     | 5              | 0              | 0      | 0      | 30     | 0      |
| 2009/10         | Juventus            | Serie A         | 27         | 0          | 1     | 0     | 7              | 0              | 0      | 0      | 35     | 0      |
| 2010/11         | Juventus            | Serie A         | 16         | 0          | 1     | 0     | 0              | 0              | 0      | 0      | 17     | 0      |
| 2011/12         | Juventus            | Serie A         | 35         | 0          | 0     | 0     | 0              | 0              | 0      | 0      | 35     | 0      |
| 2012/13         | Juventus            | Serie A         | 32         | 0          | 1     | 0     | 10             | 0              | 1      | 0      | 44     | 0      |
| 2013/14         | Juventus            | Serie A         | 33         | 0          | 0     | 0     | 14             | 0              | 1      | 0      | 48     | 0      |
| 2014/15         | Juventus            | Serie A         | 33         | 0          | 0     | 0     | 13             | 0              | 1      | 0      | 47     | 0      |
| 2015/16         | Juventus            | Serie A         | 35         | 0          | 0     | 0     | 8              | 0              | 1      | 0      | 44     | 0      |
| 2016/17         | Juventus            | Serie A         | 30         | 0          | 0     | 0     | 12             | 0              | 1      | 0      | 43     | 0      |
| 2017/18         | Juventus            | Serie A         | 21         | 0          | 3     | 0     | 9              | 0              | 1      | 0      | 34     | 0      |
| Club totaal     | Club totaal         | Club totaal     | 509        | 0          | 17    | 0     | 124            | 0              | 6      | 0      | 656    | 0      |
| 2018/19         | Paris Saint-Germain | Ligue 1         | 17         | 0          | 2     | 0     | 5              | 0              | 1      | 0      | 25     | 0      |
| Club totaal     | Club totaal         | Club totaal     | 17         | 0          | 2     | 0     | 5              | 0              | 1      | 0      | 25     | 0      |
| 2019/20         | Juventus            | Serie A         | 9          | 0          | 5     | 0     | 1              | 0              | 0      | 0      | 15     | 0      |
| 2020/21         | Juventus            | Serie A         | 8          | 0          | 5     | 0     | 1              | 0              | 0      | 0      | 14     | 0      |
| Club totaal     | Club totaal         | Club totaal     | 524        | 0          | 27    | 0     | 126            | 0              | 6      | 0      | 683    | 0      |
| 2021/22         | Parma Calcio 1913   | Serie B         | 23         | 0          | 0     | 0     | 0              | 0              | 0      | 0      | 7      | 0      |
| Club totaal     | Club totaal         | Club totaal     | 191        | 0          | 14    | 0     | 36             | 0              | 2      | 0      | 227    | 0      |
| Carrière totaal | Carrière totaal     | Carrière totaal | 736        | 0          | 43    | 0     | 167            | 0              | 9      | 0      | 951    | 0      |

- Laatst bijgewerkt op 28 februari 2022

| WK-statistieken          | Club     | Positie | W |   |   | D | A |   |   |   |
| ------------------------ | -------- | ------- | - | - | - | - | - | - | - | - |
| WK voetbal 2002 - Italië | Juventus | Doelman | 4 | 0 | 0 | 0 | 0 | 0 | 0 | 0 |
| WK voetbal 2006 - Italië | Juventus | Doelman | 7 | 0 | 0 | 0 | 0 | 0 | 0 | 0 |
| WK voetbal 2010 - Italië | Juventus | Doelman | 1 | 0 | 1 | 0 | 0 | 0 | 0 | 0 |
| WK voetbal 2014 - Italië | Juventus | Doelman | 2 | 0 | 0 | 0 | 0 | 0 | 0 | 0 |

## Erelijst
Parma
- UEFA Cup: 1998/99
- Coppa Italia: 1998/99
- Supercoppa Italiana: 1999

 Juventus
- Serie A: 2001/02, 2002/03, (2004/05, 2005/06)1, 2011/12, 2012/13, 2013/14, 2014/15, 2015/16, 2016/17, 2017/18, 2019/20
- Coppa Italia: 2014/15, 2015/16, 2017/18, 2020/21
- Supercoppa Italiana: 2002, 2003, 2013, 2015, 2017, 2020
- Serie B: 2006/07

 Paris Saint-Germain
- Ligue 1: 2018/19
- Trophée des Champions: 2018

 Italië onder 21
- UEFA EK onder 21: 1996
- Middellandse Zeespelen: 1997

 Italië
- FIFA WK: 2006

1 De Italiaanse titels van 2004/05 en 2005/06 werden Juventus afgenomen in verband met het Calciopoli-schandaal
Individueel
- Lev Jasjin-Award, voor 'Beste Doelman op het WK': 2006
- UEFA Team van het jaar: 2003, 2004, 2006
- Serie A doelman van het jaar: 1999, 2001, 2002, 2003, 2005, 2006, 2008, 2012, 2014
- Europees voetballer van het jaar: 2006
- Europees voetballer van het jaar -21: 1999
- Best European Goalkeeper: 2003
- UEFA Club Footballer of the Year: 2003
- UEFA Champions League Best Goalkeeper: 2003
- Wereldkeeper van het jaar: 2003, 2004, 2006, 2007, 2017
- IFFHS Best goalkeeper of the decade: 2000–2010